# Ehe im Schatten
Ehe im Schatten ist ein deutsches Filmdrama von Kurt Maetzig aus dem Jahr 1947.

## Handlung
Hans Wieland, ein junger Schauspieler, heiratet seine jüdische Kollegin Elisabeth und lehnt es im Dritten Reich ab, sich von ihr scheiden zu lassen. Beide sind der Ansicht, es werde schon nicht so schlimm für sie werden. Hans steht Abend für Abend auf der Bühne, während seine Frau Berufsverbot hat. Während des Krieges wird sie zu schwerer körperlicher Arbeit in einem Rüstungsbetrieb verpflichtet.
Eines Tages nimmt er sie mit zu einer Premiere, wo sie auffällt. Er wird vor die Alternative gestellt, sich scheiden zu lassen oder an die Front geschickt zu werden, was die Verschleppung seiner Frau in ein KZ zur Folge hätte. Er weist diese Forderung zurück, weil ihm die Menschenwürde wichtiger ist als der geliebte Beruf. Als seine Frau deportiert werden soll, sieht er nur einen Ausweg: den gemeinsamen Tod. Er kocht Kaffee für die beiden und mischt Gift hinein. Elisabeth sieht dies, sagt aber nichts, sondern erkennt und begrüßt diesen einzigen Ausweg, der ihnen noch bleibt, um bis in den Tod zusammenzubleiben.

## Hintergrund
Der Film wurde in Schwarzweiß gedreht.
Ehe im Schatten basiert auf dem Schicksal des Schauspielerehepaars Joachim Gottschalk und Meta Wolff. Als Vorlage für das Drehbuch diente die lange unveröffentlichte Novelle Es wird schon nicht so schlimm von Hans Schweikart. Kurt Maetzig drehte den Film auch im Gedenken an seine Mutter, die am 9. Februar 1944 als Jüdin in den Freitod ging.
Gedreht wurde der Film im Atelier Berlin-Johannisthal sowie in Berlin und Umgebung. Kurt Herlth, Otto Erdmann und Franz F. Fürst schufen die Filmbauten, Georg Kiaup übernahm die Produktionsleitung.
Es ist der einzige DEFA-Film, der in allen vier Berliner Sektoren gleichzeitig Premiere hatte, nämlich am 3. Oktober 1947. Im sowjetischen Sektor fand die Aufführung im Filmtheater am Friedrichshain, im amerikanischen Sektor im Cosima-Filmtheater in Friedenau, im britischen Sektor in der Kurbel in Charlottenburg und im französischen Sektor im Prinzenpalast in Gesundbrunnen statt. Der sogenannte Austauschfilm Mittel-Deutschland/West-Deutschland fand auch im Westen hohe Anerkennung. Innerhalb kürzester Zeit sahen ihn zehn Millionen Zuschauer. Mit insgesamt mehr als zwölf Millionen Besuchern wurde Ehe im Schatten der erfolgreichste deutsche Film während der ersten Nachkriegsjahre. Er lief zudem 1948 bei den Internationalen Filmfestspielen Venedig.
Bertolt Brecht, dem der Film von Maetzig vorgeführt wurde, soll diesen sehr negativ aufgenommen und als Kitsch bezeichnet haben. Maetzig distanzierte sich später selbst vom gefühlsbetonten Agieren seiner Hauptdarsteller.
Bei der Premiere des Films in Hamburg kam es zum Eklat: Unter die Premierengäste hatten sich der Regisseur Veit Harlan und dessen Ehefrau Kristina Söderbaum gemischt. Viele Kinobesucher, darunter einige Naziopfer, empfanden dies als Provokation. Beide wurden schließlich von dem Produzenten Walter Koppel, der fünf Jahre im KZ verbracht hatte, und vom Kinobetreiber Heinz Heisig aufgefordert, den Saal zu verlassen.

## Auszeichnungen
- Nationalpreis der DDR II. Klasse an Kurt Maetzig (Regie)
- Nationalpreis der DDR II. Klasse an Friedl Behn-Grund (Kamera)
- Nach einer Umfrage bei Publikum, Kritikern und Filmtheaterbesitzern wurde er als künstlerisch bester deutscher Nachkriegsfilm 1948 mit einem Bambi ausgezeichnet,[8] siehe Bambi-Verleihung 1948.

## Kritiken
„Nach der Novelle Es wird schon nicht so schlimm, in der Hans Schweikart das tragische Schicksal seines Freundes Joachim Gottschalk nachzeichnete, drehte Maetzig für die DEFA dieses erschütternde, zeitgeschichtlich bedeutsame und formal anspruchsvolle Filmdrama, das auch international Anerkennung fand.“

„Eine anklagende Darstellung des Schicksals von Joachim Gottschalk, der sich und seine Familie vor der Deportation tötete.“

„Zwar gibt es hier keine filmischen Experimente und keine substantielle Auseinandersetzung mit dem Nationalsozialismus und seiner Ideologie; immerhin wird hier jedoch ein bewegender Fall mit echter Anteilnahme, mit Geschick und Geschmack geschildert.“

„Einer der wichtigsten Filme der Nachkriegszeit. Sehenswert.“

„Das nach einem authentischen Fall von Autor Hans Schweikart nachgezeichnete Geschehen zeigt handwerklich zurückhaltend menschliche Katastrophen in der NS-Zeit und appelliert stark ans Nichtvergessen. Erschütterndes filmisches Mahnmal. (Wertung: 2½ von 4 möglichen Sternen – überdurchschnittlich)“

„Der Film über die Judenverfolgung im NS-Staat […] hat in seinem erschütternden Bekenntnis zur Menschlichkeit über die Jahre hinaus seine eindringliche Kraft bewahrt.“